# Fusedmarc
I Fusedmarc sono un gruppo di musica elettronica lituano formatosi nel 2004.

## Eurovision Song Contest 2017
L'11 marzo 2017, dopo la loro vittoria all'Eurovizija 2017, è stata annunciata la partecipazione dei Fusedmarc all'Eurovision Song Contest 2017 in programma per il mese di maggio a Kiev (Ucraina), in rappresentanza della Lituania con il brano Rain of Revolution.
I Fusedmarc partecipano alla seconda semifinale e chiudono al 17º posto con 42 punti, punteggio che non basta per qualificare la Lituania alla serata finale.

## Formazione
- Viktorija Ivanovskaja – voce
- Denisas Zujevas – chitarra, basso, programmazioni
- Stasys Žakas – visuals, produzione video, produzione musicale

## Discografia

### EP
- 2005 - Contraction

### Singoli
- 2017 - Rain of Revolution